# Piazza Farnese

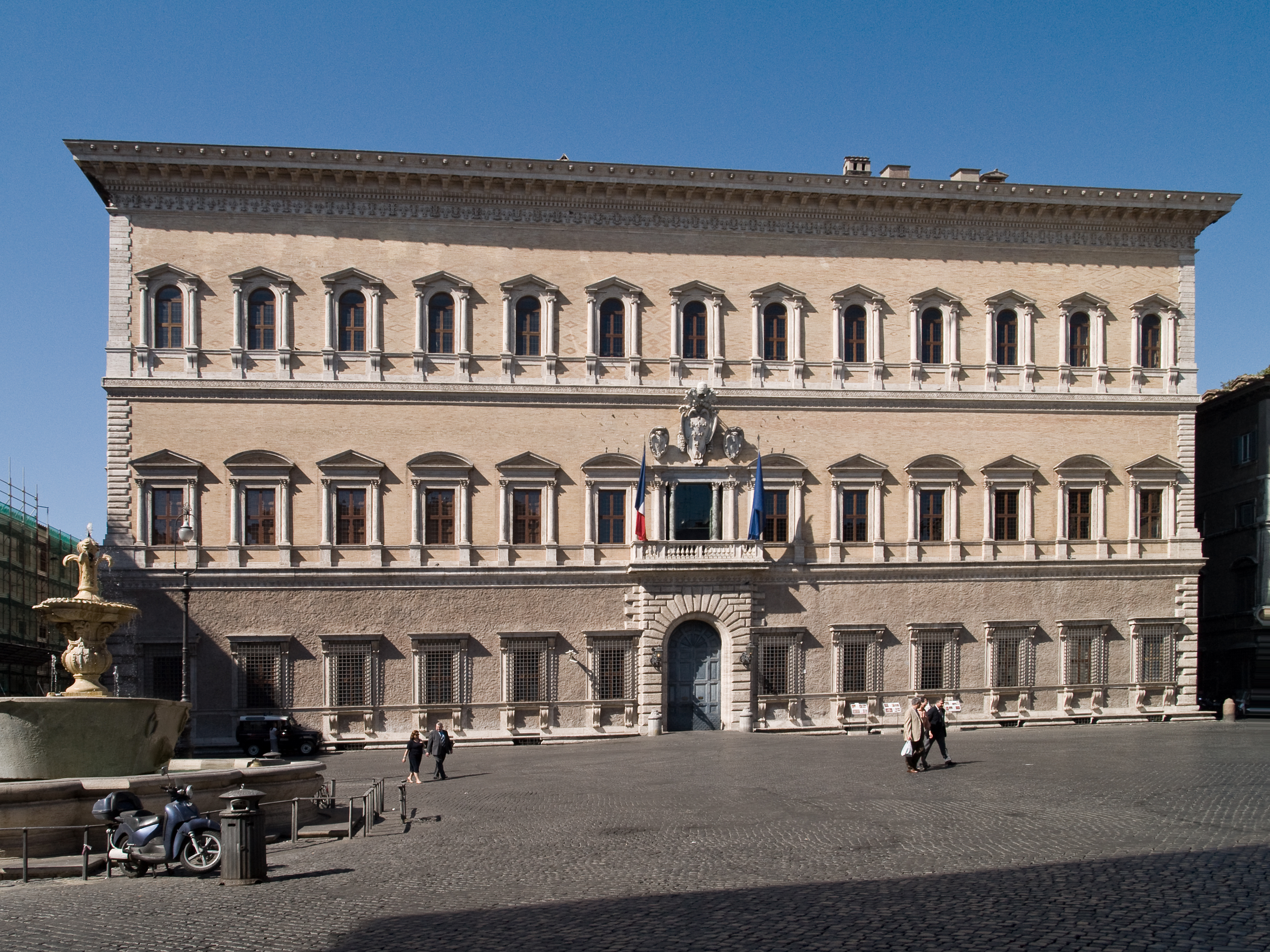
Palazzo Farnese, facciata sulla piazza

Piazza Farnese è una piazza di Roma, sita nel rione Regola.

## Storia
La storia e l'ampiezza della piazza cominciano nel XVI secolo, quando il cardinale Alessandro Farnese acquistò varie case sulla piazza per demolirle e creare uno spazio adeguato al palazzo che aveva fatto progettare da Antonio da Sangallo il Giovane. I lavori cominciarono nel 1514, furono interrotti dal sacco di Roma del 1527, e ripresero dopo l'elezione del cardinale al soglio pontificio con il nome di Paolo III e, dal 1546, sotto la direzione di Michelangelo.
La piazza fu pavimentata nel 1545, con ammattonato, come una sorta di pertinenza del palazzo, e vi fu collocata a scopo ornamentale, in asse con l'ingresso sulla facciata, una delle due vasche di granito egiziano oggi presenti. Dopo che Paolo V ebbe condotto l'acqua Paola a Trastevere e anche, scavalcando il Tevere, alla Regola, e che Gregorio XV ne ebbe concesse 40 once ai Farnese per l'alimentazione delle fontane, la famiglia acquisì la fontana di piazza san Marco e incaricò Girolamo Rainaldi, attorno al 1626, di disegnare le due fontane nelle quali furono collocate le due vasche. Le fontane erano puramente ornamentali, e circondate da una cancellata. A beneficio del popolo fu eretta all'inizio di via Giulia la fontana del Mascherone.

## Edifici sulla piazza
Nella piazza confluiscono ben otto tra vie e vicoli, di cui la più importante è via di Monserrato. Gli edifici più rilevanti che vi affacciano, oltre palazzo Farnese, sono il convento e la chiesa di Santa Brigida, il palazzo Fusconi Pighini, il palazzo del Gallo di Roccagiovane (di fronte a palazzo Farnese, tra vicolo dei Baullari e via della Corda) e palazzo Mandosi Mignanelli (sulla destra, in angolo con vicolo dei Venti). Altri edifici sono ricostruzioni ottocentesche di immobili più antichi.